# Joseph Burtt Davy
Joseph Burtt Davy (Derbyshire, 7 de março de 1870  - Birmingham, 20 de agosto de 1940) foi um botânico e agrostólogo inglês.  Foi o primeiro curador do herbário do Instituto Imperial Florestal, quando fundado em 1924. 

## Homenagens
Foi galonado com o título de Ph.D. pela Universidade de Cambridge em 1925 e outro pela Universidade de Oxford em 1937.
Em sua honra foram nomeadas as espécies:
- Aloe davyana Schönland
- Acacia davyi N.E.Br. 1908
- Ficus burtt-davyi Hutch. 1916